# Molí de Picabaix
El Molí de Picabaix és una obra de Corbins (Segrià) inclosa a l'Inventari del Patrimoni Arquitectònic de Catalunya.

## Descripció
Conjunt d'edificis d'habitatge i labor agrícola agrupats. Habitatge de planta baixa, pis i golfes. Façana composta amb predomini del massís sobre el buit, senzilla i correcta. Parets i fàbrica de maó per unes construccions i, cavalls i pilars, per unes altres. Fusta, ferro i teula àrab.

## Història
Han estat afegides petites reformes als edificis originals.